# أشناس التركي
أبو جعفر أشناس (توفي 17 أو 19 ديسمبر 844م) هو من قادة الخليفة العباسي المعتصم بالله. كان من أوائل وأبرز أعضاء الأمراء الترك للمعتصم، كان قائداً في معركة عمورية، ولعب دورًا قياديًا في تطهير النخب العباسية القديمة التي تلت ذلك. كان أيضًا واليًا عامًا على مصر منذ 834م، وضمت إليه ولاية بلاد الشام وبلاد ما بين النهرين منذ 838م، على الرغم من أنه لم يكن الوالي الفعلي لمصر وبلاد الشام حيث كان يعين نوابًا للحكم بدلاً منه. في عهد المعتصم وكذلك الواثق، امتدت سلطاته إلى الولاية العامة على جميع الولايات الغربية للدولة العباسية.

## في عهد المعتصم
في عهد المعتصم كان أشناس جنبًا إلى جنب مع إيتاخ الخزري والأفشين حيدر بن كاوس، وأمير أشروسنة، أحد أكثر القادة البارزين في الخلافة. وفي عام 834 ولاه المعتصم حاكمًا عامًا على مصر، وهو المنصب الذي شغله المعتصم قبل توليه الخلافة. لم يحكم أشناس بشكل مباشر، لكنه عين نوابًا له كولاة، بينما بقي هو في العراق. وخلال 11 عامًا كحاكم اسمي لمصر، عين أشيناس أربعة ولاة ليحكموا مكانه.
عندما أسس المعتصم سامراء كعاصمته الجديدة ومقر إقامته في 836م، بنى أشناس قصره الخاص (دار أشناس) في الكرخ. وخلال معركة عمورية عام 838م، قاد أشناس طليعة الجيش، وكان أحد القادة الرئيسيين أثناء حصار المدينة.
أثار صعود الترك غضب النخب العباسية التقليدية، الذين رأوا قوتهم تتضاءل لصالح الترك. وخلال ذلك نظم عددًا من القادة العرب مثل عمرو الفرغاني وأحمد بن الخليل بن هشام مؤامرة للإطاحة بالمعتصم واستبداله بابن أخيه نجل المأمون العباس. تزايد الشك في سلوكهم، ووضعهم أيناس تحت الإقامة الجبرية. وسرعان ما تم الكشف عن المؤامرة. وأخذ أشناس زمام المبادرة في اكتشاف المتآمرين واعتقالهم. وأدى ذلك إلى تطهير كبير للمؤسسة التقليدية التي خدمت العباسيين حتى ذلك الحين، وأُعدم أكثر من 70 من القادة الآخرين.
في عام 839 تزوجت ابنته أوترانجا من ابن الأفشين في حفل فخم حضره الخليفة شخصيًا. لكن بعد اعتقال الأفشين عام 840م اعتُقل الزوجان أيضًا.
شارك أشناس في الحج عام 841م / 226 هـ. ووفقًا لابن العديم، أعطى المعتصم وحده لآشيناس 40 مليون درهم فضي خلال السنوات الأخيرة من حكمه.

## في عهد الواثق
استمر نفوذ أشناس في عهد الواثق، واستمر في ولايته العامة على الولايات الغربية للخلافة فكان يعين ولاة مصر والشام والمغرب ويتحكم في جيوشها وعطائها. مات أشناس في 17 أو 19 ديسمبر 844م / 230 هـ، ووفقًا للذهبي، فقد ترك وراءه ثروة قدرها 100000 دينار ذهبي، والتي صادرها الخليفة. لا يُعرف سوى القليل عن ظروف وفاته. وخلفه إيتاخ الخزري في ولايته العامة على مصر والشام وبلاد المغرب. وأصبح قصر أشناس فيما بعد مقر إقامة الفتح بن خاقان أحد قادة الخليفة المتوكل.
كان أحمد بن الخصيب، وسليمان بن وهب بن سعيد، من كتبة أشناس.